# Glukoza-6-fosfat izomeraza
Glukoza-6-fosfat izomeraza (GPI), poznata i kao fosfoglukoza izomeraza (PGI) ili fosfoheksoza izomeraza (PHI),  je enzim iz obitelji izomeraza, nazvan po svojoj glavnoj funkciji u glikolizi i glukoneogenezi. U oba puta enzim se koristi za međupretvorbu glukoze-6-fosfat i fruktoze-6-fosfat. U ljudi kodiran je GPI genom na 19. kromosomu.

## Struktura
GPI se u stanici nalazi u obliku homodimera, no izvan stanice je izolirana kao monomerna struktura. Fosforilacija serina ovog proteina inducira konformacijsku promjenu iz dimernog oblika u monomerni sekretorni oblik. GPI monomeri građeni su od 2 domene: velike domene i male domene. Sekundarna struktura GPI-a karakterizirana je αβα konformacijom, na svakoj od njezinih dviju domena. Manju domenu karakterizira 5 paralelnih β-listova okruženih α-zavojnicom, dok je veća domena formirana od 6 paralelnih β-listova. Nadalje, karakteristična osobina je produžetak ostatka na C-kraju, koji se obavija oko drugog monomera u dimernoj konformaciji.
Aktivno mjesto svakog monomera čini zatvoren džep koji se formira rascjepom između dviju domena i sučelja dimera. Aktivno mjesto sadrži niz ostataka, koji su ključni za interakcije enzima i supstrata, poput Lys210, Gln353, Glu357, Gln511, Lys518, His388b. Lys518 (His388b) i Glu357  su glavne komponente ključne za otvaranja prstena  šećera koji katalizira ovaj enzim, dok se drugi ostaci mogu koristiti za stabilizaciju, orijentaciju te vezanje fosfata.

## Funkcija glukoza-6-fosfat izomeraze
GPI može postojati u monomernom ili dimernom obliku. 
Dimerni oblik se nalazi u citoplazmi i citosolu svih stanica gdje ima enzimsku funkciju održavanja metabolizma glukoze. Nakon ulaska u stanice, glukoza se fosforilira u glukoza-6-fosfat. GPI katalizira reverzibilnu izomerizaciju glukoza-6-fosfata i fruktoza-6-fosfata u procesu nastanka energije. GPI je identificiran u četiri glavna puta metabolizma glukoze, uključujući glikolizu/glukoneogenezu, put pentoza-fosfata, metabolizam škroba/glikogena i saharoze te metabolizam amino šećera i nukleotidnog šećera.
GPI se kao monomer nalazi u izlučenom, ekstracelularnom obliku gdje je identificirano da je genetski identičan citokinima  :
 - autokrini faktor pokretljivosti („autocrine motility factor“- AMF) – regulira pokretljivost tumorskih stanica 
 - neuroleukin (NLK) – potiče rast spinalnih i senzornih neurona 
 - faktor sazrijevanja („maturation factor“ - MF) – sudjeluje u diferencijaciji ljudskih stanica mijeloične leukemije

## Protein – protein interakcije glukoza-6-fosfat izomeraze
GPI stupa u interakciju s AMFR i HER2. 
Vezanjem AMF-a na AMFR (glikoprotein78) aktivacija niza unutarstaničnih molekula izaziva poboljšanu migraciju tumora. 
Prekomjerna ekspresija HER2 potiče izlučivanje AMF-a. AMF stupa u interakciju s HER2 što rezultira cijepanjem HER2. Odcijepljeni, aktivni p95HER2 inducira agresivnu progresiju tumora, a stanice koje ga eksprimiraju otporne su na terapiju Trastuzumabom.

## Deficijencija glukoza-6-fosfat izomeraze
Deficijencija GPI može uzrokovati kroničnu ne-sferocitnu hemolitičnu anemiju (CNSHA). Mutacija u GPI genu uzrokuje smanjenu stabilnost GPI homodimera što narušava njegovu funkciju u glikolitičkom putu. Onemogućena je reverzbilna reakcija pretvorbe glukoze-6-fosfat u fruktozu-6-fosfat. Ovo dovodi do smanjene sposobnosti eritrocita da održe svoju strukturu što dovodi do hemolize te anemije. Klinička obilježja CNSHA su žutica, splenomegalija, povećana incidencija žućnih kamenaca te povećanje željeza u krvi. Ovaj poremećaj  najčešće se liječi splenektomijom ili transfuzijom eritrocita.
Nepravilna funkcija GPI monomera neuroleukina dovodi do oslabljene neurološke funkcije.
Smanjena aktivnost GPI u mišićnom tkivu povezana je s oslabljenjem mišića i ataksijom.
Smanjena aktivnosti GPI u stanicama raka dovodi do gubitka malignosti, staničnog rasta, stanične pokretljivosti i metastaziranja.